# Margret Buerschaper
Margret Buerschaper (* 22. April 1937 in Wissen; † 20. April 2016 in Lutten) war eine deutsche Autorin.

## Leben und Wirken
Buerschaper wuchs in Birken-Honigsessen auf, wo ihr Vater bis zu seiner Einberufung zur Wehrmacht 1942 als Lehrer arbeitete. Nach ihrem Studium der Pädagogik ließ sie sich in Vechta nieder, wo sie bis an ihr Lebensende wohnte. Margret Buerschaper arbeitete von 1963 bis zu ihrer Pensionierung 2001 als Lehrerin. 1978 erwarb sie den Titel Magister of Arts.
Als Schriftstellerin veröffentlichte Margret Buerschaper mehr als zwanzig Bücher, deren Spektrum von der Lyrik über Sachthemen bis zur Biografie reichen. So schrieb sie eine biografische Arbeit über den Schriftsteller Carl Heinz Kurz, mit dem sie eine literarische Freundschaft verband. Dazu kommen zahlreiche Beiträge in Zeitschriften und Anthologien.
Gemeinsam mit Carl Heinz Kurz rief sie 1988 die Deutsche Haiku-Gesellschaft ins Leben, deren Präsidentin sie vom Gründungsjahr bis 2003 war. Sie war Herausgeberin der Vierteljahresschrift der Deutschen Haiku-Gesellschaft, die ab Ausgabe Nr. 71 (unter dem Herausgeber Martin Berner) in Sommergras umbenannt wurde. Buerschaper veröffentlichte auch poetologische Abhandlungen über die japanische Poesie in deutscher Gestalt.
Margret Buerschaper war verheiratet und hatte drei Kinder.

## Werke (Auswahl)
- Zwischen den Wegen. Turmzimmergedanken. Göttingen 1986, ISBN 978-3-88996-105-1
- Schnee des Sommers. Haiku, Senryu, Hai-Sen, Tanka. Göttingen 1993, ISBN 978-3-88996-345-1
- ... und manchmal fällt Sonne in meinen Garten. Göttingen 1996, ISBN 978-3-88996-418-2
- Das Land, in dem ich wohne. Vechta 1997, ISBN 3-88441-149-7